# Sermersooq
Sermersooq (prononcé en groenlandais : /seʁmeʁsoːq̚/) est une commune groenlandaise qui occupe le centre-sud et le sud-est de l'île. Son chef-lieu est Nuuk, la capitale et la ville la plus peuplée de ce territoire danois qu'est le Groenland.
Sermersooq signifie « lieu où il y a beaucoup de glace » en groenlandais.

## Géographie

### Localisation
La commune est située dans le centre-sud et le sud-est du Groenland. Sa superficie de 531 900 km2 en fait la deuxième plus grande commune du monde après celle de Qaasuitsup. Elle ne possède toutefois que 91 000 km2 qui ne sont pas recouverts de manière permanente de glace. Elle est limitrophe de la commune de Kujalleq au sud, des communes de Qeqqata et de Qaasuitsup au nord-ouest, et du parc national du Nord-Est du Groenland au nord-est, ce qui en fait la seule commune groenlandaise limitrophe de toutes les autres.

### Hydrographie
Les eaux qui coulent le long de son littoral ouest sont celles de la mer du Labrador, qui se rétrécit au nord pour former le détroit de Davis séparant l'île du Groenland du Sud de  l'île de Baffin. À l'est, près d'Illoqortormiut, les rives chevauchent le fjord Kangertittivaq, qui se jette dans la mer du Groenland. Les rives sud-ouest sont bordées par le fjord Anorituup, dans la mer d'Irminger, dans l'océan Atlantique nord.

### Transports

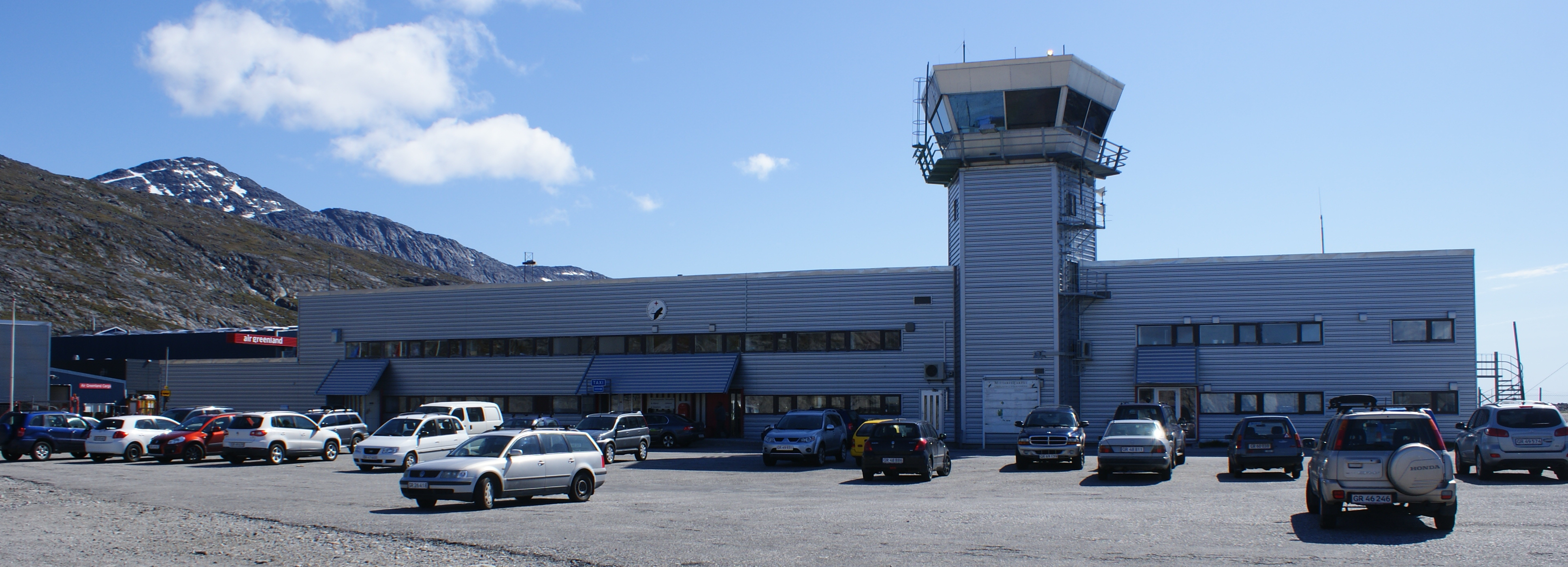
L'aéroport de Nuuk, deuxième aéroport du Groenland après Kangerlussuaq.

Sermersooq est l'une des deux seules commune avec Kujalleq qui occupe les côtes ouest et est de l'ile, mais elle est la seule commune où les villes et villages sur les deux côtes sont reliés par des vols réguliers à partir de l'aéroport de Nuuk à l'aéroport de Kulusuk et à l'aéroport de Nerlerit Inaat. Ces lignes sont exploitées toute l'année par Air Greenland. Il existe également des vols locaux entre Nuuk et l'aéroport de Paamiut sur la côte ouest.

## Histoire
À la suite d'une réforme territoriale entrée en vigueur le 1er janvier 2009, qui a remplacé les anciens comtés et les anciennes communes, le Groenland est désormais divisé en quatre communes seulement : Kujalleq, Qaasuitsup, Qeqqata et Sermersooq, nombre porté à cinq en 2018, après la scission de Qaasuitsup en deux nouvelles communes : Avannaata et Qeqertalik. La commune de Sermersooq couvre les territoires des anciennes communes d'Ammassalik, Illoqortormiut, Ivittuut, Nuuk ainsi que d'anciennes localités telles que celle d'Uunarteq,.

## Politique et administration
La commune est dirigée par un conseil de dix-neuf membres, élus pour un mandat de quatre ans. Les dernières élections ont eu lieu le 6 avril 2021.
| Période      | Période      | Identité            | Étiquette | Qualité |
| ------------ | ------------ | ------------------- | --------- | ------- |
| 2013         | juin 2019    | Asii Chemnitz Narup | IA        |         |
| juin 2019    | 15 juin 2022 | Charlotte Ludvigsen | IA        |         |
| 15 juin 2022 | en cours     | Avaaraq Olsen       | IA        |         |

## Population et société

### Démographie
Sermersooq comptait 22 480 habitants au dernier recensement du 1er janvier 2016 — dont 17 316 à Nuuk — ce qui en fait la commune la plus peuplée du Groenland.
| 2009   | 2010   | 2011   | 2012   | 2013   | 2014   | 2015   | 2016   |
| ------ | ------ | ------ | ------ | ------ | ------ | ------ | ------ |
| 20 954 | 21 232 | 21 559 | 21 813 | 21 868 | 22 236 | 22 317 | 22 480 |

### Enseignement

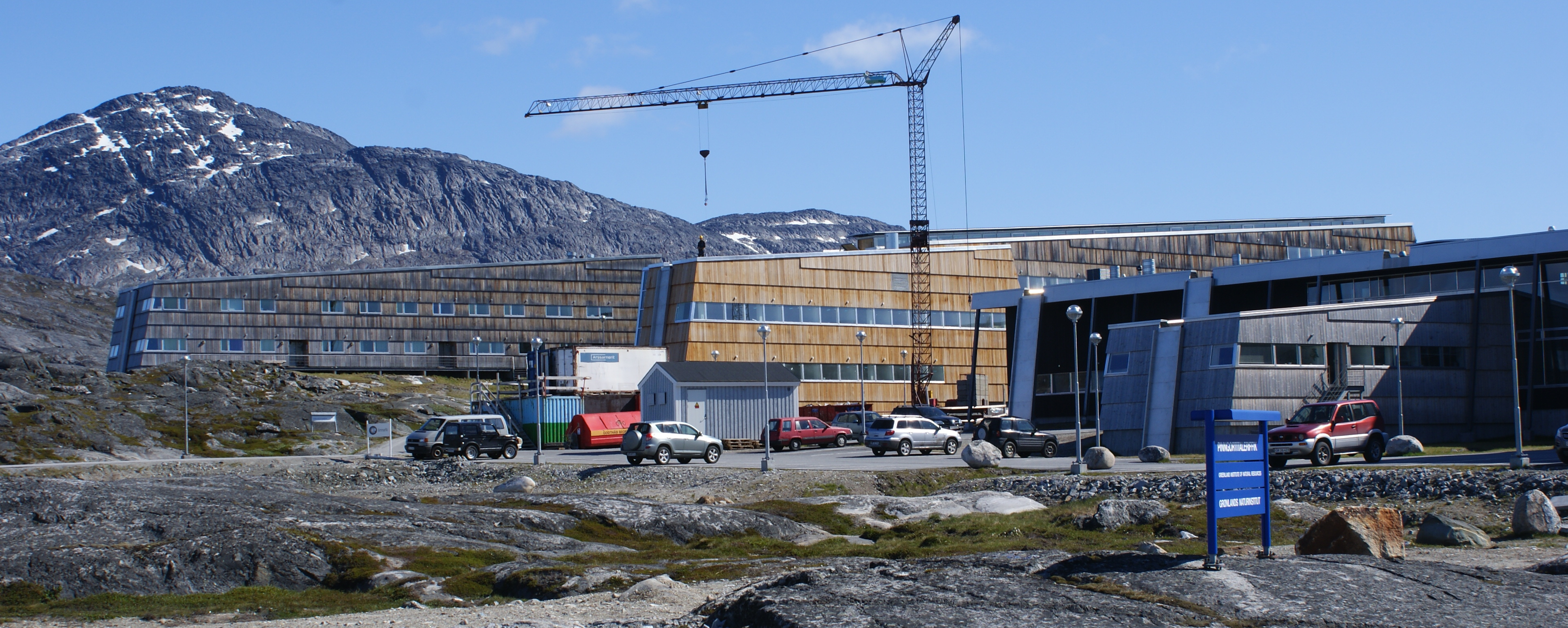
Le campus de l'université du Groenland à Nuuk.

L'université du Groenland, ainsi que la quasi-totalité des établissements d'enseignement supérieur du Groenland sont situés à Nuuk. L'université a été fondée en 1987 et agrandie en 2007 avec le nouveau bâtiment appelé Ilimmarfik qui abrite les départements de journalisme, de gestion et d'économie, de langue, de littérature et des médias, d'histoire culturelle et sociale, de théologie et de religion, et de travail social.
Nuuk compte aussi d'autres établissements d'enseignement comme un collège technique ou encore une école de journalisme.